# Sheffield Wednesday Football Club 2015-2016
Questa pagina raccoglie i dati riguardanti lo Sheffield Wednesday Football Club  nelle competizioni ufficiali della stagione 2015-2016.

## Rosa
| N. |                             | Ruolo | Calciatore      |
| -- | --------------------------- | ----- | --------------- |
| 1  | Irlanda (bandiera)          | P     | Keiren Westwood |
| 2  | Scozia (bandiera)           | C     | Liam Palmer     |
| 3  | Inghilterra (bandiera)      | D     | Michael Turner  |
| 4  | Inghilterra (bandiera)      | D     | Sam Hutchinson  |
| 5  | Paesi Bassi (bandiera)      | D     | Glenn Loovens   |
| 6  | Portogallo (bandiera)       | D     | José Semedo     |
| 7  | Portogallo (bandiera)       | A     | Marco Matias    |
| 8  | Portogallo (bandiera)       | C     | Filipe Melo     |
| 9  | Austria (bandiera)          | A     | Atdhe Nuhiu     |
| 10 | Inghilterra (bandiera)      | C     | Lewis McGugan   |
| 11 | Romania (bandiera)          | A     | Sergiu Buș      |
| 13 | Irlanda del Nord (bandiera) | A     | Caolan Lavery   |
| 15 | Inghilterra (bandiera)      | D     | Tom Lees        |
| 16 | Galles (bandiera)           | D     | Rhoys Wiggins   |
| 17 | Francia (bandiera)          | C     | Jérémy Hélan    |

| N. |                        | Ruolo | Calciatore          |
| -- | ---------------------- | ----- | ------------------- |
| 18 | Portogallo (bandiera)  | A     | Lucas João          |
| 20 | Inghilterra (bandiera) | C     | Kieran Lee          |
| 21 | Spagna (bandiera)      | C     | Álex López          |
| 22 | Curaçao (bandiera)     | D     | Darryl Lachmann     |
| 23 | Francia (bandiera)     | D     | Vincent Sasso       |
| 24 | Senegal (bandiera)     | A     | Modou Sougou        |
| 25 | Inghilterra (bandiera) | P     | Cameron Dawson      |
| 26 | Francia (bandiera)     | D     | Claude Dielna       |
| 28 | Inghilterra (bandiera) | P     | Joe Wildsmith       |
| 32 | Inghilterra (bandiera) | D     | Jack Hunt           |
| 33 | Scozia (bandiera)      | C     | Ross Wallace        |
| 34 | Galles (bandiera)      | P     | Lewis Price         |
| 36 | Rep. Ceca (bandiera)   | D     | Daniel Pudil        |
| 41 | Scozia (bandiera)      | C     | Barry Bannan        |
| 45 | Italia (bandiera)      | A     | Fernando Forestieri |